# Angela Hübner
Angela Hübner (* 18. November 1961) ist eine deutsche Humanmedizinerin und Hochschullehrerin am Universitätsklinikum Carl Gustav Carus Dresden der Technischen Universität Dresden.

## Leben und Wirken
Hübner legte 1980 ihr Abitur in Dresden ab und studierte ab 1981 Medizin an der Humboldt-Universität Berlin. 1983 wechselte sie an die Medizinische Akademie Dresden. Nach dem 1987 bestandenen Staatsexamen wurde ihr im gleichen Jahr die Approbation als Ärztin erteilt. Sie blieb im Anschluss als wissenschaftliche Mitarbeiterin am Institut für Pathologische Biochemie an der Medizinischen Akademie Dresden. Ein Jahr später wurde sie dort mit der Schrift Einfluss der Wirkstoffe LPH und a -Tokopherol auf biochemische und hämatologische Parameter im experimentellen Endotoxinschock der Ratte zur Dr. med. promoviert. Anschließend wechselte sie als Assistenzärztin an die Dresdner Klinik für Kinderheilkunde. 1990 verließ sie Dresden zunächst für eine Tätigkeit als wissenschaftliche Mitarbeiterin an der Kinderklinik des Universitätsklinikums Hamburg. Von 1992 bis 1994 war Hübner im Rahmen eines DFG-Ausbildungsstipendiums und später gefördert durch den Wellcome Research Trust als wissenschaftliche Mitarbeiterin am St Bartholomew’s Hospital in London tätig. 1995 kehrte sie als wissenschaftliche Mitarbeiterin an die Klinik und Poliklinik für Kinderheilkunde der Medizinischen Fakultät der TU Dresden zurück. Dort wurde sie 1997 als Fachärztin für Kinderheilkunde anerkannt; im folgenden Jahr stieg sie zur Oberärztin und Leiterin des Fachbereiches Endokrinologie an der Dresdener Klinik und Poliklinik für Kinderheilkunde auf. 2000 habilitierte sie sich in Dresden mit einer Schrift über Molekulargenetik von Syndromen mit Adrenokortikotropin-Resistenz. Hiermit wurde ihr die Venia legendi für Kinderheilkunde verliehen; noch 2000 trat sie eine Professur für Pädiatrische Endokrinologie an der Medizinischen Fakultät der TU Dresden an, die sie seitdem innehat. Seit 2005 ist sie dort stellvertretende Direktorin, seit 2009 leitet sie den Fachbereich Endokrinologie und Diabetologie. 2022 wurde sie zum Mitglied in die Deutsche Akademie der Naturforscher Leopoldina gewählt.
Hübners Forschungsschwerpunkte liegen in der Pädiatrie und dort insbesondere in der Kinderendokrinologie. Hierbei wiederum konzentriert sie sich vor allem auf Erkrankungen der Hypothalamus-Hypophysen-Nebennierenrinden-Achse. Ihre hier betriebene Grundlagenforschung befasst sich überwiegend mit der Identifikation der größtenteils unspezifischen Symptome, um die zugrundeliegende Pathophysiologie von Nebennierenerkrankungen besser verstehen und die Krankheiten so besser behandeln zu können. Hübner gilt als eine der führenden Wissenschaftlerinnen im Bereich von Entwicklungsstörungen der Nebenniere. Ein besonderes Augenmerk widmet sie hier dem Triple-A-Syndrom, um bei dieser seltenen Erkrankung die genetischen Grundlagen und die spezifischen Funktionen des AAAS-Proteins besser zu verstehen.
In weiteren Arbeiten beschäftigt sich Hübner mit Modellsystemen zur Erprobung neuer Therapiestrategien für das Adrenogenitale Syndrom. In ihrer Arbeitsgruppe entstanden die ersten lebensfähigen Knockin-Mausmodelle, mit denen sie neue Therapien für diese Krankheit erproben will.

## Auszeichnungen (Auswahl)
- 1995: Henning Andersen-Preis
- 2001: Adalbert-Czerny-Preis
- 2002: Henning Andersen-Preis
- 2018: Dietrich Knorr-Preis